# Greyhound (film)
Greyhound is een Amerikaanse oorlogsfilm uit 2020 onder regie van Aaron Schneider. Het is een verfilming van de roman The Good Shepherd van auteur C.S. Forester. De hoofdrol wordt vertolkt door Tom Hanks, die zelf ook het script schreef.

## Verhaal
Tijdens de Tweede Wereldoorlog leidt Ernest Krause, de bevelvoerder van de torpedobootjager USS Keeling, een internationaal konvooi van 37 geallieerde schepen over de Noord-Atlantische Oceaan, waar ze op de hielen gezeten worden door een roedel Duitse U-boten.

## Rolverdeling
| Acteur              | Personage              |
| ------------------- | ---------------------- |
| Tom Hanks           | Kapitein Ernest Krause |
| Stephen Graham      | Charlie Cole           |
| Rob Morgan          | George Cleveland       |
| Elisabeth Shue      | Evelyn                 |
| Manuel Garcia-Rulfo | Lopez                  |
| Karl Glusman        | Eppstein               |
| Tom Brittney        | Luitenant Watson       |
| Joseph Poliquin     | Forbrick               |
| Devin Druid         | Wallace                |
| Maximilian Osinski  | Eagle                  |
| Michael Benz        | Luitenant Carling      |

## Productie

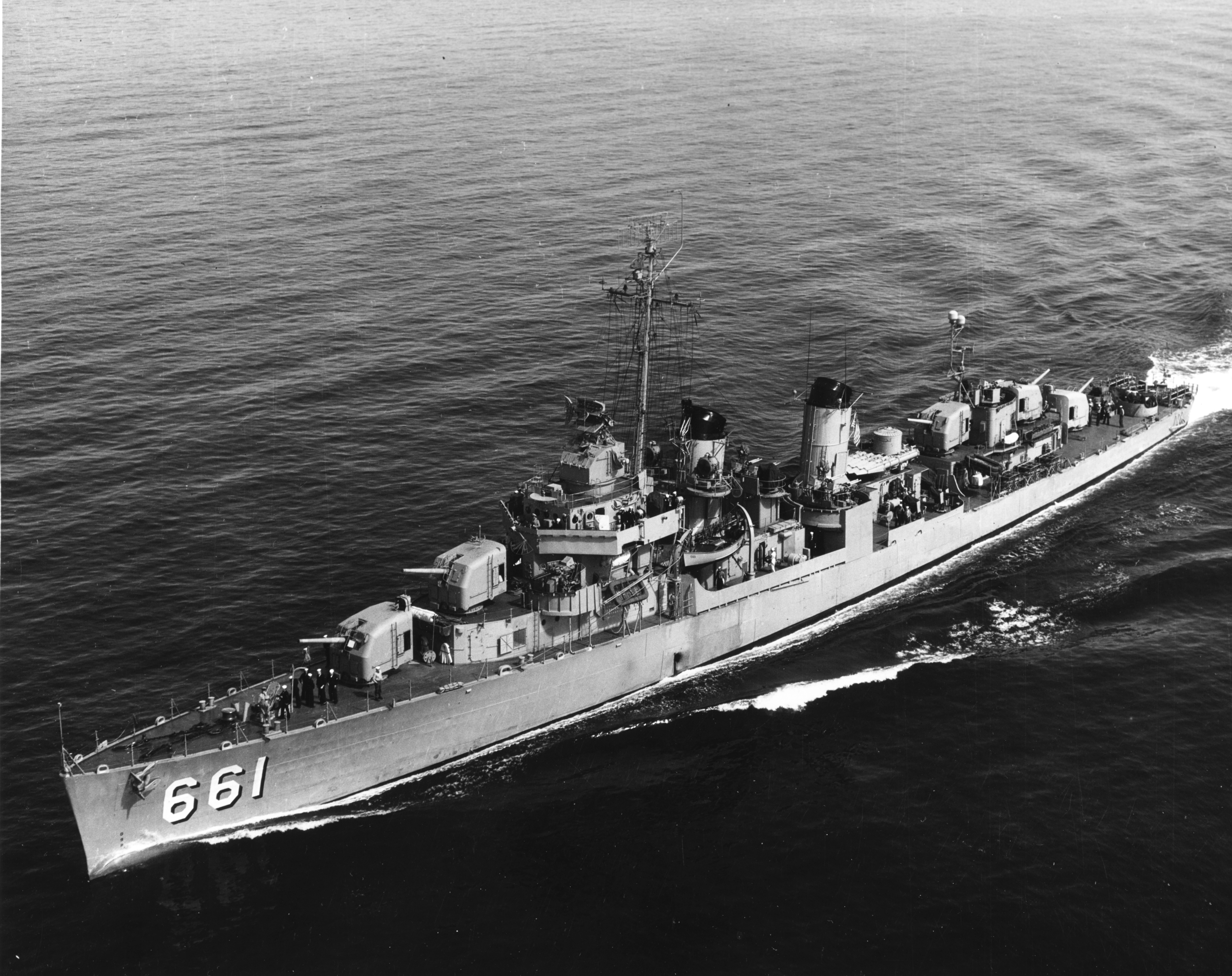
Er vonden opnames plaats op USS Kidd (DD-661).

In september 2016 raakte bekend dat acteur Tom Hanks met Greyhound een oorlogsfilm had geschreven die hij samen met regisseur Aaron Schneider hoopte te verfilmen. Hanks baseerde zijn script over een torpedobootjager uit de Tweede Wereldoorlog op de roman The Good Shepherd (1955) van auteur C.S. Forester.
In februari 2017 verwierf Sony Pictures de wereldwijde distributierechten en kon de productie van start gaan. Een maand later werden Stephen Graham, Rob Morgan en Elisabeth Shue aan de cast toegevoegd.
Reeds in januari 2018, tijdens preproductie, vonden er opnames plaats op de HMCS Montréal (FFH 336) van de Canadese zeemacht. In maart 2018 gingen de hoofdopnames van start in Baton Rouge (Louisiana), waar de torpedobootjager USS Kidd (DD-661) gebruikt werd voor enkele opnames.

## Release
Oorspronkelijk wilde Sony Pictures de film in maart 2020 in de bioscoop uitbrengen, maar de release werd meermaals uitgesteld, eerst naar mei en later juni 2020. Door de coronapandemie werd de release in maart 2020 opgeschort door de studio. De distributierechten werden vervolgens door Sony voor 70 miljoen dollar verkocht aan Apple, dat de film op 10 juli 2020 uitbracht via de streamingdienst Apple TV+.